# 合縱連網
合縱連網控股有限公司（除牌當時為8107.HK），前香港上市公司，創辦於2000年，主要業務數據機中心。電訊盈科有限公司及DotCom Pacific Corporation是當時最大股東之一。
當時是2001年3月9日分拆在香港交易所創業板上市。值得留意的是，鄧景輝曾是董事之一。
當時是最大數據中心之一，也是提供IDC和專線接入服務，但由於受到互聯網泡沫爆破，電訊盈科終於透過間接公司把本公司私有化通過後，2003年12月3日在香港股市劃上句號，也是香港上市最短壽之一。

## 外部連結
- 香港創業板　對中小企業板的借鑒作用[永久]
- 合縱連網公司資料